# (21022) Ike
Pour les articles homonymes, voir Ike.
(21022) Ike est un astéroïde de la ceinture principale.

## Description
(21022) Ike est un astéroïde de la ceinture principale. Il fut découvert le 2 février 1989 à Geisei par Tsutomu Seki. Il présente une orbite caractérisée par un demi-grand axe de 2,56 UA, une excentricité de 0,25 et une inclinaison de 25,0° par rapport à l'écliptique.

## Compléments